# ۲۶ اردیبهشت
۲۶ اردیبهشت پنجاه و هفتمین روز سال در گاه‌شماری خورشیدی است. به پایان سال ۳۰۸ روز (۳۰۹ روز در سال کبیسه) باقی‌است.

## رویدادها
- ۱۳۸۳ - فاز نخست از فرودگاه بین‌المللی امام خمینی با حضور وزیر راه و ترابری و مقام‌های داخلی و خارجی بازگشایی شد
- ۱۳۸۹ - بازداشت احمد یزدانفر
- ۱۴۰۳ - سیل ۱۴۰۳ مشهد

## زادروزها
- ۱۳۴۸ - رامسین کبریتی، بازیگر
- ۱۳۶۳ - احمد جمشیدیان، بازیکن فوتبال
- ۱۳۶۷ -  آتوسا پورکاشیان، شطرنج‌باز

## درگذشت‌ها
- ۱۳۶۸ - لیلا کسری، شاعر
- ۱۳۹۱ - مجید جمالی فشی، رزمی‌کار و متهم به ترور مسعود علی‌محمدی
- ۱۳۹۱ - حسن احمدی گیوی، نویسنده
- ۱۳۹۷ - قاسم افشار، گوینده اخبار
- ۱۴۰۰ - اکبر ترکان، مشاور رئیس‌جمهور در زمان ریاست‌جمهوری حسن روحانی
- ۱۴۰۱ - سید عبدالله فاطمی‌نیا، آموزگار اخلاق
- ۱۴۰۳ - علی‌اکبر طوفان‌پناه، بازیگر